# کوستوناچی
کوستوناچی (به ایتالیایی: Custonaci) یک کومونه در ایتالیا است که در استان تراپانی واقع شده‌است.

## خصوصیات
کوستوناچی ۶۹ کیلومترمربع مساحت و ۵٬۰۱۳ نفر جمعیت دارد و ۱۸۶ متر بالاتر از سطح دریا واقع شده‌است.